# العكاس
العكاس أو قرية العكاس التراثية قرية تراثية تاريخية، بمدينة أبها بمنطقة عسير، تقع في شمال غرب أبها على مسافة 10 كم. 
القرية التي يحيط بها واد من أكبر الأودية، توجد بها مباني شاهقة، يزيد عمرها 300 عام، وكذلك جامع القرية الذي يزيد عمره عن 700 عام.

## تأهيل وتطوير القرية
أنطلاقا من رؤية السعودية 203،في المحافظة على الموروث وإحياء مواقع التراث الوطني والعربي والإسلامي والقديم وتسجيلها دولياً، وتمكين الجميع من الوصول إليها بوصفها شاهداً حياً على إرث عريق، ولدعم وتعزيز الهوية التاريخية والعمرانية في القرية، تم الاتفاق على إعداد وثيقة بين الأهالي وأمانة المنطقة وفرع الهيئة العامة للسياحة والتراث الوطني توضح كافة أعمال التطوير، وكذلك مخططات الاستخدامات للنزل البيئية، والمطاعم، والكافيهات، والمتاحف.وتقوم هيئة السياحة والتراث بمساعدة أهالي القرية بتقديم القروض، فضلا عن بدء العمل في الأماكن العامة كالممرات والساحات والطرق والخدمات الأخرى بالتعاون مع الشركاء مثل المياه والكهرباء والطرق.
تتضمن أعمال التطوير إعادة التأهيل العمل على متحف البادي، ومكتبة العكاس التراثية، وجامع القرية، والمسجد الأثري، والسوق الشعبية، وممرات المشاة، وطريق التسلق.